# 2004년 선댄스 영화제
제20회 선댄스 영화제는 2004년 1월 15일에 열린 시상식이다.

## 수상 및 후보

### 심사위원대상(미국 드라마)
- 프리머 - 쉐인 카루스 수상
- The Best Thief in the World - Jacob Kornbluth
- 북 오브 러브 - 앨런 브라운
- 브라더 투 브라더 - 로드니 에반스
- 크리스탈 - 레이 맥키넌
- 절망의 끝 - 데브라 그래닉
- 이지 섹스, 이지 러브 - 제인 와인스톡
- 에버그린 - Enid Zentelis
- 가든 스테이트 - 잭 브라프
- 해리와 맥스 - 크리스토퍼 먼치
- 기품있는 마리아 - 조슈아 마스턴
- 나폴레옹 다이너마이트 - 자레드 헤스
- 노벰버 - 그렉 해리슨
- 원 포인트 제로 - 제프 렌프로 외 1인
- 우린 어디에도 살지 않는다 - 존 커랜
- 더 우드맨 - 니콜 카셀

### 심사위원대상(미국 다큐멘터리)
- 딕! - 온디 티모너 수상
- The American Experience - 로버트 스톤
- The American Experience - Barak Goodman
- 꿈꾸는 카메라 - 사창가에서 태어나 - 자나 브리스키 외 1인
- 72년 미대통령 후보, 흑인여성 치솜 - 숄라 린치
- Deadline - Katy Chevigny 외 1인
- 파밍빌 - 캐서린 탐비니 외 1인
- Heir to an Execution - Ivy Meeropol
- Home of the Brave - Paola di Florio
- 아이 라이크 킬링 필드 - 맷 마허린
- 이멜다 - 라모나 S. 디아즈
- 인 더 렘스 오브 더 언리얼 - 제시카 유
- 퍼슨 오브 인터레스트 - 앨리슨 맥클린 외 1인
- A place of Our Own - 스탠리 넬슨
- 슈퍼 사이즈 미 - 모건 스펄록
- 워드 워즈 - Julian Petrillo

### 각본상(미국 드라마)
- 우린 어디에도 살지 않는다 - 래리 그로스 수상

### 심사위원특별상(미국 드라마)
- 절망의 끝 - 베라 파미가 수상
- 브라더 투 브라더 - 로드니 에반스 수상

### 심사위원특별상-앙상블연기
- 고와너스, 브룩클린 - 라이언 플렉 수상
- 웬 더 스톰 케임 - Shilpi Gupta 수상
- 토모 - Paul Catling 수상

### 관객상 - 단편
- 대단한 유혹 - 장-프랑수아 풀리오 수상
- 기품있는 마리아 - 조슈아 마스턴 수상
- 기업 - 제니퍼 애봇 수상
- 꿈꾸는 카메라 - 사창가에서 태어나 - 로스 카우프만 수상

### 알프레드 P. 슬로안 상
- 프리머 - 쉐인 카루스 수상

### 감독상
- 슈퍼 사이즈 미 - 모건 스펄록 수상
- 절망의 끝 - 데브라 그래닉 수상

### 촬영상
- 이멜다 - Ferne Pearlstein 수상
- 노벰버 - 낸시 위레이버 수상

### 표현의자유상
- 송환 - 김동원 수상

### 단편영화특별언급
- 버터플라이 오브 러브 - 니콜라스 프로보스트 수상
- 스포케인 - 래리 케나 수상
- 커티스 - Jacob Akira Okada 수상
- 하비 크럼펫 - 애덤 엘리어트 수상
- 크럼피드 - 데이빗 라차펠 수상

### 온라인페스티발심사위원상
- 베스타임 인 클러큰웰 - 알렉스 부도부스키 수상
- 웻 드림스 앤 폴스 이미지 - 제시 엡스타인 수상
- The Dawn at my Back: Memoir of a Texas Upbringing - Carroll Parrott Blue 수상

### 온라인페스티벌뷰어상
- 스트레인저스 - Erez Tadmor 수상

### NHK상
- 미 앤 유 앤 에브리원 - 미란다 줄라이 수상
- 택시더미아 - 기요로기 폴피 수상
- 모래의 집 - 엔드루차 와딩턴 수상